# Dalton Solbrig
Dalton Solbrig (* 2. Januar 1997 in Lake Forest, Illinois) ist ein US-amerikanischer Volleyballspieler.

## Karriere
Solbrig begann seine Karriere an der Lakes Community High School in Lake Villa. Von 2016 bis 2019 studierte er an der University of Hawaiʻi at Mānoa und spielte in der Universitätsmannschaft Rainbow Warriors. Danach wechselte der Mittelblocker zum kroatischen Erstligisten Mladost Ribola Kaštela. Mit dem Verein spielt er auch in der mitteleuropäischen MEVZA-Liga. 2020 wurde Solbrig vom deutschen Bundesligisten SVG Lüneburg verpflichtet.